# Campeã
Campeã est une paroisse située dans la municipalité portugaise de Vila Real. Elle a pour superficie 23,91 km2 et pour population 1 627 habitants en 2001. La densité de population est de 68,0 hab/km2.
Campea est constituée de plusieurs petits villages:
- Vila Nova
- Vendas
- Chão Grande
- Aveção do Cabo
- Aveção do Meio
- Aveçãozinho
- Pereiro
- Pepe
- Viariz da Santa
- Viariz da Poça
- Pousada
- Cotorinho
- Parada
- Montes
- Balsa
- Boavista

## Cultures
Campeã est une région réputée pour ses châtaignes et ses pommes de terre et pour les gens qui sont toujours disponibles pour tout le monde.

## Fêtes
Les premiers samedi et dimanche du mois d'août se déroule une fête dédiée au martyr saint Sébastien, à saint André et sainte Anne. Le dimanche la fête bat son plein et se déroule dans l'église de Vila Nova : une procession débutant généralement vers 5 heures ouvre les festivités du dimanche, accompagnée de la fanfare. La fête dédiée aux trois saints s'achève par le traditionnel feu d'artifice à minuit.

La fête est caractérisée par divers concerts donnés soit " no souto da Igreija", soit "na Feira".